# سوق الدخيل
السوق الصغير ، المعروف أيضًا باسم Petit Socco أو «سوق الدخلي» أو سوق الدخيل، هي ساحة بالمدينة القديمة لطنجة في المغرب.

## التسمية
الاسم المحلي هو Petit Socco وهو عبارة عن مزيج من الكلمة الفرنسية petit والتي تعني «صغير» والكلمة الإسبانية zoco (غالبًا ما يتم تهجئتها على أنها socco في شمال المغرب) والتي تعني سوق أو بازار (بالفارسية).

## الموقع
تقع الساحة قرب منطقة في مدينة طنجة والتي كانت مكان بناء طنجيس الروماني. وكان السوق الصغير في يوم من الأيام أحد أكبر الأسواق لشراء الطعام والملابس في المغرب.

## التاريخ
كان السوق الصغير موطنًا لكثير من الكتاب البارزين والأثرياء في المدينة. في القرن التاسع عشر نمت المنطقة ثراء وتسارعت التجارة مع أوروبا. وبحلول أوائل القرن العشرين، كانت مكاتب رجال الأعمال والدبلوماسيين تقع حول ساحة السوق وكانت المقاهي والفنادق والكازينوهات شاهداً على ثراء المنطقة. ومع ذلك، بحلول الخمسينيات من القرن الماضي، انتقل محور حياة المدينة إلى المدينة الجديدة.